# 4320 Jarosewich
4320 Jarosewich је астероид главног астероидног појаса чија средња удаљеност од Сунца износи 2,196 астрономских јединица (АЈ).
Апсолутна магнитуда астероида је 15,3.